# Ditya bolshogo goroda
Ditya bolshogo goroda é um filme de drama russo de 1914 dirigido por Yevgeni Bauer.

## Enredo
O filme fala sobre a filha de uma lavadeira pobre que se apaixona por um rico e, quando ela o atira, ele se suicida.

## Elenco
- Elena P. Smirnova
- Nina Kosljaninowa
- Michael Salarow
- Arsenii Bibikov
- Emma Bauer